# Alessandro Cicognini
Alessandro Cicognini (Pescara, 1906. január 25. – Róma, 1995. november 9.) olasz zeneszerző.

## Életpályája és munkássága
Gyermekkorát Francavilla al Mare-ban töltötte. 1919-ben már zongorázott. 1948-ban a Biciklitolvajok című film zenéjével Ezüst Szalag díjat nyert. 1958-ban ő komponálta a Fekete orchidea című Martin Ritt-filmet, ahol Sophia Loren volt a főszereplő. 1960-ban a Nápolyban kezdődött című Melville Shavelson-film zeneszerzője volt; itt Clark Gable játszotta a főszerepet. 1965-ben visszavonult a filmtől, és tanár lett.
1995. november 9-én hunyt el Rómában.

## Filmjei
- Ettore Fieramosca (1938)
- Mesebeli herceg (1939)
- Lányok a kirakatban (1939)
- Salvator Rosa kalandjai (1939)
- Egy romantikus kaland (Una romantica avventura) (1940)
- Százezer dollár (1940)
- Két anya (1940)
- Az Angyalvár börtöne (1940)
- Bűnös nő (1940)
- Don Pasquale (1940)
- Giuliano de' Medici (1941)
- Vaskorona (1941)
- Úti kaland (1942)
- Senki sem tér vissza (Nessuno torna indietro) (1943)
- Két névtelen levél (Due lettere anonime) (1945)
- Fiúk a rács mögött (1946)
- Angyalvár (Castel Sant'Angelo) (1947)
- Biciklitolvajok (1948)
- Paolo és Francesca (Paolo e Francesca) (1950)
- Első áldozás (Prima comunione) (1950)
- Holnap már késő (Domani è troppo tardi) (1950)
- Csoda Milánóban (1951)
- Rendőrök és tolvajok (1951)
- Wanda, a bűnös asszony (1952)
- Két krajcár reménység (1952)
- A sorompók lezárulnak (1952)
- Jónapot, elefánt! (1952)
- Don Camillo kis világa (1952)
- A vasárnap hősei (1952)
- Feleség egy éjszakára (Moglie per una notte) (1952)
- Termini pályaudvar (1953)
- Don Camillo visszatér (1953)
- Kenyér, szerelem, fantázia (1953)
- Odüsszeusz (1954)
- Kenyér, szerelem, féltékenység (1954)
- Nápoly aranya (1954)
- Kár, hogy bestia (1955)
- Velence, nyár, szerelem (1955)
- Don Camillo és a tiszteletreméltó Peppone (1955)
- Kenyér, szerelem és… (1955)
- A bigámista (1956)
- A tető (1956)
- Apák és fiúk (1957)
- Nyaralás pénz nélkül (1957)
- Anna di Brooklyn (1958)
- Fekete orchidea (1958)
- Kenyér, szerelem, Andalúzia (1958)
- A botrány szele (1960)
- Nápolyban kezdődött (1960)
- Don Camillo Monsignore… de nem túlságosan (1961)
- Az utolsó ítélet (1961)
- Don Camillo elvtárs (1965)
- Forrest Gump (1994)

## Díjai
- Ezüst Szalag díj a legjobb filmzenének (1949) Biciklitolvajok

## Fordítás
- Ez a szócikk részben vagy egészben  az   Alessandro Cicognini című angol Wikipédia-szócikk ezen változatának fordításán alapul.  Az eredeti cikk szerkesztőit annak laptörténete sorolja fel. Ez a jelzés csupán a megfogalmazás eredetét és a szerzői jogokat jelzi, nem szolgál a cikkben szereplő információk forrásmegjelöléseként.
- Ez a szócikk részben vagy egészben  az   Alessandro Cicognini című olasz Wikipédia-szócikk ezen változatának fordításán alapul.  Az eredeti cikk szerkesztőit annak laptörténete sorolja fel. Ez a jelzés csupán a megfogalmazás eredetét és a szerzői jogokat jelzi, nem szolgál a cikkben szereplő információk forrásmegjelöléseként.